# Einar Hogner
Einar Gustaf Evald Hogner (uttalas [hɔŋner]), född 24 augusti 1892 i Stockholm, död 1 augusti 1957 i Stockholm, var en svensk civilingenjör och professor.
Hogner, som var son till läkaren Ernst Hogner och Helena Askergren, utexaminerades från Kungliga Tekniska högskolan 1916, blev filosofie licentiat vid Uppsala universitet 1922 och filosofie doktor 1925. Han var anställd hos ingenjörsfirma Thuresson & Co 1917–1918, docent i mekanik och matematisk fysik vid Uppsala universitet 1925–1937, lärare vid Artilleri- och ingenjörhögskolan (högre kursen) 1932–1937, professor i mekanik och matematik vid Chalmers tekniska högskola 1937–1943, i teknisk hydromekanik vid Kungliga Tekniska högskolan och föreståndare för dess skeppsprovningslaboratorium från 1943. Han var styrelseledamot i statens skeppsprovningsanstalt 1948, ledamot av flygtekniska rådet 1948 och av Svenska nationalkommittén för mekanik 1950. Han invaldes som ledamot av Kungliga Vetenskaps- och Vitterhets-Samhället i Göteborg 1940 och av Kungliga Ingenjörsvetenskapsakademien 1948. Hogner är begravd på Norra begravningsplatsen utanför Stockholm.